# Озеро Хамана
Озеро Хамана (яп. 浜名湖, латиніз.: Hamana-ko) — cолонувата лагуна в Префектура Шизуока, Японія.  Раніше справжнє озеро, зараз воно з'єднане з Тихим океаном каналом. Як внутрішня водойма, воно вважається десятим за величиною озером Японії (за площею). Воно охоплює межі міст Хамаматсу і Косай.
Озеро має площу 65,0 км 2 і займає 0,35 км 3 води. Його окружність становить 114 км. У найглибшому місці глибина води становить 16,6 м. Поверхня знаходиться на рівні моря.

## Господарська діяльність
Озеро Хамана є комерційним джерелом культивованого японського вугра, норі, устриць і китайських м’яких панцирних черепах . Серед іншого рибалки виловлюють морського окуня, мертазу та камбалу. Озеро було розвинене як курортна зона, з можливістю катання на човнах.

## Історія
У стародавні часи озеро Хамана було прісноводним. Однак землетрус Мейо Нанкайдо 1498 року змінив рельєф місцевості та з’єднав озеро з океаном. Через це вода в озері тепер солонувата.
Стара назва цього озера — Тохоцу-афумі (яп. 遠つ淡海 Tohotsu-afumi) , що означає «віддалене прісноводне озеро», яка пізніше фонологічно змінилася на Тотомі (яп. 遠江 Tōtōmi). З перспективи столиці Кінаю, Тотомі є більш віддаленим, ніж інше відоме озеро Чікацу-афумі (яп. 近つ淡海 Chikatsu-afumi) або Омі (нині озеро Біва), «найближче прісноводне озеро». Назва Тотомі також використовувалася для колишньої провінції, в якій розташоване озеро (Провінція Тотомі).
Наприкінці Другої світової війни два експериментальних танки типу 4 Chi-To були скинуті в озеро, щоб уникнути захоплення окупаційними силами. Один пізніше був добутий з дна армією США, а інший залишили в озері. У 2013 році були зроблені безуспішні спроби знайти решту танка. 

## Галерея

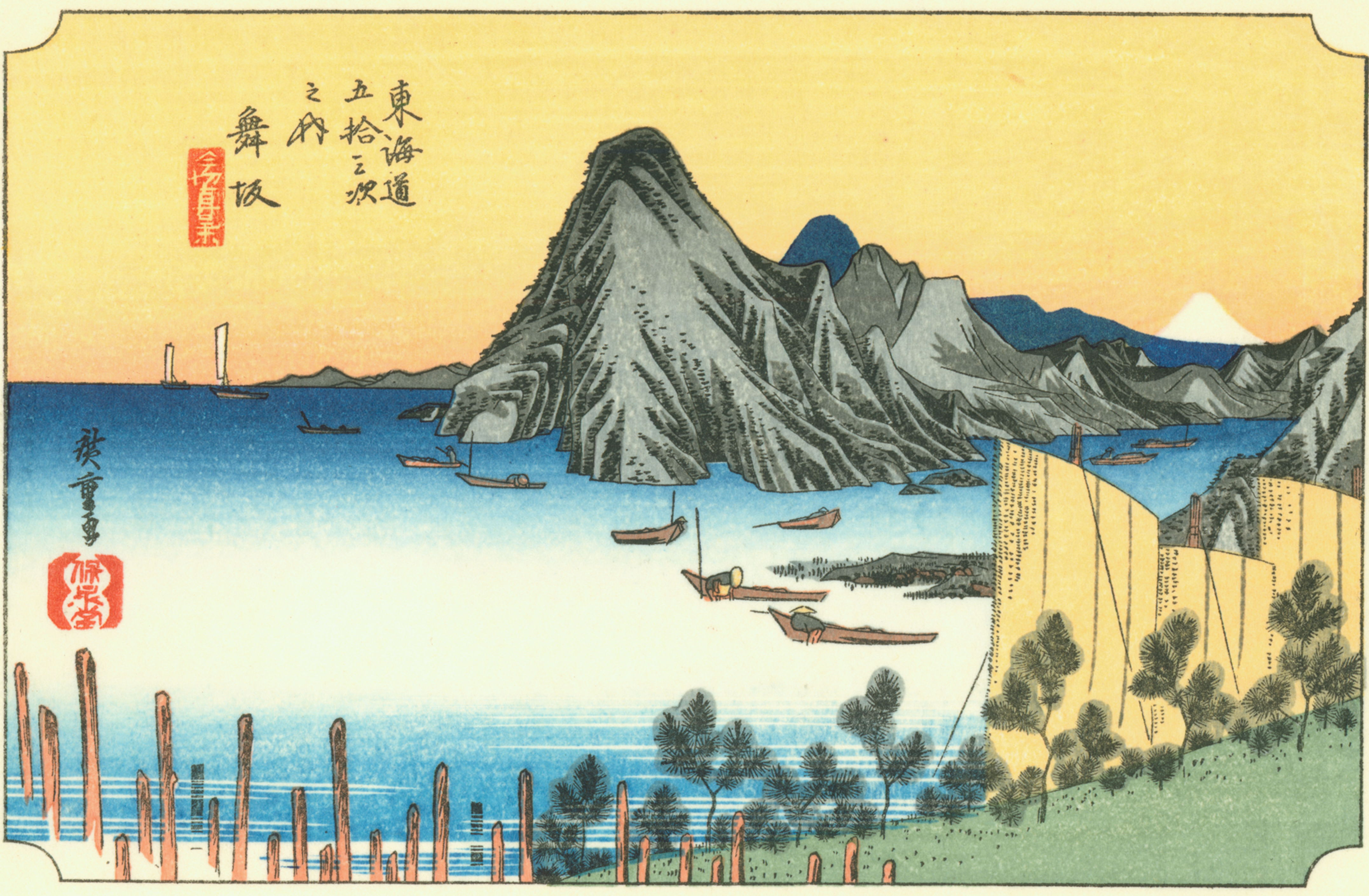
Укійо-е автора Утаґава Хіросіґе
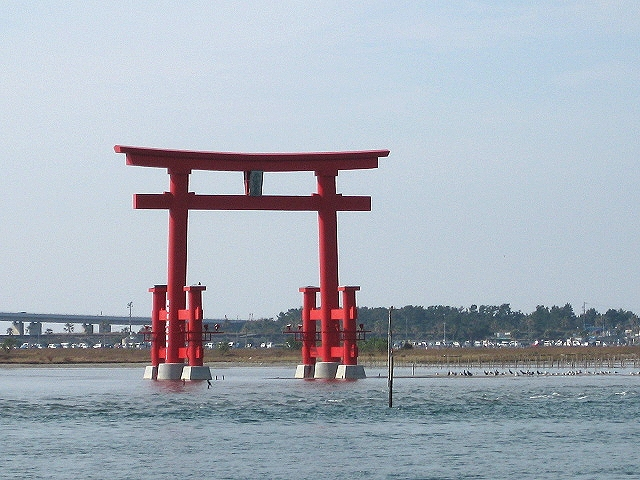
Торії на озері
- Вид озера